# 芭比逐梦大都会
《芭比逐梦大都会》（英語：Barbie: Big City, Big Dreams）是Mainframe Studios和美泰兒联合製作的3D動畫电影作品。該作為芭比動畫系列的第39部電影。2021年9月1日登陆Netflix线上放映。
台灣於2022年2月12日，以《芭比之城市夢想家》的片名在東森幼幼台獨家播出，由楊凱凱擔任芭比的配音。

## 配音演員
| 角色                        | 英語原聲            | 國語配音 | 國語配音 | 國語配音 |
| 角色                        | 英語原聲            | 中國大陸 | 台灣     | 廣東話   |
| --------------------------- | ------------------- | -------- | -------- | -------- |
| 芭比（Barbie）              | 艾美莉卡·杨         | 钟可     | 楊凱凱   |          |
| 小凯莉（Chelsea）           | 卡西迪·纳贝尔       | 张亚珠   | 李昀晴   |          |
| 思倩（Stacie）              | 卡珊德拉·李·莫里斯  | 谢莹     | 張乃文   |          |
| 乔治（George）              | 格雷格·春           | 曹真     | 梁興昌   |          |
| 瑪格麗（Margaret）          | 丽莎·富森           |          | 李昀晴   |          |
| 妮琪（Nikki）               | 德西蕾·惠特菲尔德   |          | 楊詩穎   |          |
| 菊兒（Daisy）               | 爱玛·爱黛儿·高尔文  |          | 連思宇   |          |
| 肯尼（Ken）                 | 瑞提什·拉詹         |          | 鈕凱暘   |          |
| 泰瑞莎（Teresa）            | 克莉丝汀娜·米列其亚 |          | 張乃文   |          |
| 拉法（Rafa）                | 亞歷杭德羅·薩博     |          | 喬資淯   |          |
| 米勒（Mr. Miller）          | 约书亚·托马尔       | 刘兆坤   |          |          |
| 艾米（Emmie）               | 吉赛尔·费尔南德斯   | 秦紫翼   |          |          |
| 莫里森院长（Dean Morrison） | 迪诺拉·沃尔科特     | 卢晓彤   |          |          |
| 管理员（Female Custodian）  | 萨利·萨菲奥蒂       | 贺若帆   |          |          |

## 配音译制人员
普通话版工作人员
- 翻译：付诗
- 润稿：王瑞淇
- 配音导演：任永霞
- 录音师：杨亚峰、吴君和
- 混音师：陈声仪、仇锦林
- 配音制作公司：Iyuno-SDI Media Group

台灣國語版工作人员
- 配音制作公司：晶讚製作

## 外部連結
- 在Netflix上觀看《芭比逐梦大都会》
- 互联网电影数据库（IMDb）上《芭比逐梦大都会》的资料（英文）
- 豆瓣电影上《芭比逐梦大都会》的資料 （简体中文）
- 爛番茄上《芭比逐梦大都会》的資料（英文）